# Кировград (административно-территориальная единица)
Административно-территориальная единица город Кировгра́д — административно-территориальная единица Свердловской области Российской Федерации со статусом, соответствующим категории города областного подчинения. Административный центр — город Кировград.
В некоторых источниках данная административно-территориальная единица может именоваться Кировградским районом, однако официально такое название имел лишь Невьянский район с 1935 по 1941 год. С точки зрения муниципального устройства на территории города Кировграда как административно-территориальной единицы образованы два муниципальных округа: Кировградский и Верхний Тагил.

## География
Административно-территориальная единица город Кировград находится в юго-западной части Свердловской области, в южной части Горнозаводского управленческого округа, к северо-западу от Екатеринбурга и к югу от Нижнего Тагила. Площадь административно-территориальной единицы — 972,197 км², что составляет приблизительно 0,5% общей площади Свердловской области.
В западной части АТЕ проходит Уральский хребет, разделяющий Европу и Азию. Большая часть административной единицы, включая сам город Кировград и все остальные населённые пункты, находится в азиатской части России, на восточных отрогах Среднего Урала. На границе территорий, подчинённых Кировграду и Нижнему Тагилу, на хребте Весёлые горы, расположена скалистая гора Старик-Камень высотой в 755 метров над урлвнем моря — самая высокая точка обеих административно-территориальных единиц. Старик-Камень является особо охраняемой территорией региона и ландшафтным заказником. Другие вершины Весёлых гор на кировградских землях: Долгая (высотой в 628 м), Сутук, Шабур (561 м), Сухарная (620 м), Боровая (540 м); на отрогах Весёлых гор: Рябиновая, Аблей, Ермакова (455 м) и др.
В южной части проходит Бунарский хребет, включающий следующие горы: Перевал, Бунар, западная вершина Красных гор и др. Также там расположены отроги данного хребта: Черемшанка, Мейдачная, Липовая и др.
По территории, административно подчинённой Кировграду, протекают реки Нейва и Тагил бассейна Иртыша. Город Кировград расположен в их междуречье, а город Верхний Тагил — на реке Тагил, ближе к верховьям реки. На западе административной единицы берёт исток река Сулём бассейна Камы.
Административный центр и самый крупный по численности населения населённый пункт — город Кировград — расположен в восточной части округа и фактически разделяет преимущественно лесистую горную и малолесную равнинную части административно-территориальной единицы. Юго-восточная часть АТЕ занята Шайтанским, Шигирским и Светлым озёрами, Рудянским прудом и другими водоёмами.
Второй по численности населения населённый пункт и единственный город районного подчинения АТЕ — Верхний Тагил — расположен в центральной части административной территории. В районе Верхнего Тагила на реке Тагил и её притоках созданы Верхнетагильский и Вогульский пруды и ещё несколько котловин. Здесь расположена Верхнетагильская ГРЭС.
Административно-территориальная единица город Кировград граничит с другими административно-территориальными единицами Свердловской области:
- на севере — с Пригородным районом,
- на востоке и юго-востоке — с Невьянским районом,
- на юге — ЗАТО городом Новоуральском,
- на юго-западе — с городом Первоуральском,
- на западе — с городом Нижним Тагилом.

## История

### Кировградский городской Совет
12 июня 1941 года город Кировград, бывший ранее в составе Кировградского района с центром в городе Невьянске, отнесён к категории городов областного подчинения.
1 февраля 1963 года горсовет Кировграда подчинён Свердловскому областному (промышленному) Совету депутатов трудящихся. Кировградскому городскому совету подчинены следующие поселковые советы: Белореченский, Верхнетагильский, Карпушихинский, Лёвихинский и Нейво-Рудянский.
15 сентября 1966 года рабочий посёлок Верхний Тагил получил статус города районного подчинения.
12 апреля 1973 года образован Половинский сельсовет с центром в посёлке Половинном, выделенным из Верхнетагильского горсовета.
30 декабря 1976 года упразднены следующие населённые пункты:
- посёлок Кировградский (Кировградский горсовет),
- посёлок Резной Второй (Кировградский горсовет),
- посёлок Торфяник (Кировградский горсовет),
- посёлок Щебёночный (Верхнетагильский горсовет),
- посёлок Шайтанка (Карпушихинский горсовет),
- посёлок Алексеевский (Нейво-Рудянский поссовет),
- деревня Столбяное (Нейво-Рудянский поссовет).

23 февраля 1977 года в городскую черту Верхнего Тагила был включён посёлок при ж.д. ст. Сортировочной.
1 апреля 1977 года населённые пункты: посёлок Ежовский, посёлок Дом отдыха и посёлок железнодорожного разъезда Ежовский — объединены в один посёлок Ежовский.
11 ноября 1980 года упразднён посёлок Андреевский, относящийся к Нейво-Рудянскому поссовету.
10 декабря 2020 года законом № 142-ОЗ был упразднён посёлок Ломовский.

### Муниципальные образования
В 1996 году в пределах административно-территориальной единицы город Кировград созданы были созданы муниципальные образования город Верхний Тагил и город Кировград. В конце 1996 года муниципальные образования были внесены в областной реестр. С 31 декабря 2004 года муниципальные образования были наделены статусом городского округа. Рабочие посёлки Белоречка, Карпушиха, Лёвиха, Нейво-Рудянка были преобразованы в сельские населённые пункты.
С 1 января 2006 года были утверждены новые наименования муниципальных образований —  Кировградский городской округ и городской округ Верхний Тагил.
С 1 января 2025 года городские округа Верхний Тагил и Кировградский были преобразованы в муниципальные округа.

## Населённые пункты, административно-территориальное устройство
В Кировград как административно-территориальную единицу с 2021 года входят 11 сельских населённых пунктов: 2 города, все остальные сельские. До 1 октября 2017 года 1 сельский населённый пункт образовывал сельсовет, остальные непосредственно входили в город.

### Административно-территориальное устройство до 1.10.2017
| №        | ТЕ / АТЕ                 | Состав                                                                                             | ГО            |
| -------- | ------------------------ | -------------------------------------------------------------------------------------------------- | ------------- |
| 1        | город Верхний Тагил      | Верхний Тагил                                                                                      | Верхний Тагил |
| 2        | город Кировград          | Кировград                                                                                          | Кировградский |
| 3        | с.н.п.                   | посёлок Белоречка                                                                                  | Верхний Тагил |
| 3.000001 |                          | посёлки Ежовский, Карпушиха, Лёвиха, Ломовский, Нейва, Нейво-Рудянка, Тепловая, деревня Листвянное | Кировградский |
| 4        | Половинновский сельсовет | посёлок Половинный                                                                                 | Верхний Тагил |

### Населённые пункты
| №  | Населённый пункт | Тип               | Население | Муниципальный округ |
| -- | ---------------- | ----------------- | --------- | ------------------- |
| 1  | Белоречка        | посёлок           | ↗319      | Верхний Тагил       |
| 2  | Верхний Тагил    | город             | ↘9925     | Верхний Тагил       |
| 3  | Ежовский         | посёлок           | ↘0        | Кировградский       |
| 4  | Карпушиха        | посёлок           | ↘1192     | Кировградский       |
| 5  | Кировград        | город, адм. центр | ↘18 497   | Кировградский       |
| 6  | Лёвиха           | посёлок           | ↘2881     | Кировградский       |
| 7  | Листвянное       | деревня           | →0        | Кировградский       |
| 8  | Нейва            | посёлок           | →0        | Кировградский       |
| 9  | Нейво-Рудянка    | посёлок           | ↘2599     | Кировградский       |
| 10 | Половинный       | посёлок           | ↘1408     | Верхний Тагил       |
| 11 | Тепловая         | посёлок           | ↘19       | Кировградский       |

Исторически выделялись поссоветы:
- Карпушихинский — рабочий посёлок Карпушиха, посёлки Ломовский и Тепловая;
- Нейво-Рудянский — рабочий посёлок Нейво-Рудянка, деревня Листвянное, посёлок Нейва.